# Ocolina, Soroca
Ocolina este satul de reședință al comunei cu același nume  din raionul Soroca, Republica Moldova.

## Demografie

### Structura etnică
Structura etnică a satului conform recensământului populației din 2004:
| Grup etnic         | Populație | % Procentaj |
| ------------------ | --------- | ----------- |
| Moldoveni / Români | 992       | 98,51%      |
| Ucraineni          | 9         | 0,89%       |
| Ruși               | 5         | 0,5%        |
| Alții              | 1         | 0,1%        |
| Total              | 1.007     | 100%        |

## Personalități
- Alina Felea, istoric[necesită citare]